# Red-Headed Woman
Red-Headed Woman (traducida como La pelirroja) es una película estadounidense precódigo de 1932, una comedia romántica producida por Metro-Goldwyn-Mayer, basada en la novela de 1931 del mismo nombre de Katharine Brush, y con guion de Anita Loos. Fue dirigida por Jack Conway y la estrella Jean Harlow encarna a una mujer que utiliza sus encantos para alcanzar posición social. A lo largo de la película, Harlow tiene relaciones prematrimoniales, rompe un matrimonio, tiene varias aventuras adúlteras e intenta matar a un hombre.

## Trama
Lillian "Lil" Andrews (Jean Harlow) es una joven que vive en Ohio, dispuesta a cualquier cosa con tal de mejorar su posición social. Seduce a su rico jefe William "Bill" Legendre Jr. (Chester Morris) y hábilmente consigue romper su matrimonio con su amorosa esposa Irene (Leila Hyams). Irene lo reconsidera e intenta reconciliarse con Bill, solo para descubrir que se ha casado con Lil el día anterior.
Sin embargo, la ambiciosa Lil se ve rechazada por la alta sociedad, incluyendo el padre de Bill, Legendre, Sr. (Lewis Stone), debido a sus orígenes de clase baja y su destrucción de un hogar. Cuando Charles B. Gaerste (Henry Stephenson), un magnate del carbón nacionalmente conocido y el cliente principal de la compañía de Legendre, visita la ciudad, Lil piensa que ha encontrado una manera de abrirse camino en los círculos sociales más altos. Seduce a Charles, y luego lo empuja a celebrar una fiesta en su mansión, sabiendo que nadie osaría ofenderle no apareciendo. Parece un golpe social para Lil, hasta que su amiga peluquera y confidente Sally (Una Merkel) señala que todos los invitados se han ido temprano para asistir a una fiesta sorpresa para Irene (que vive al otro lado de la calle).

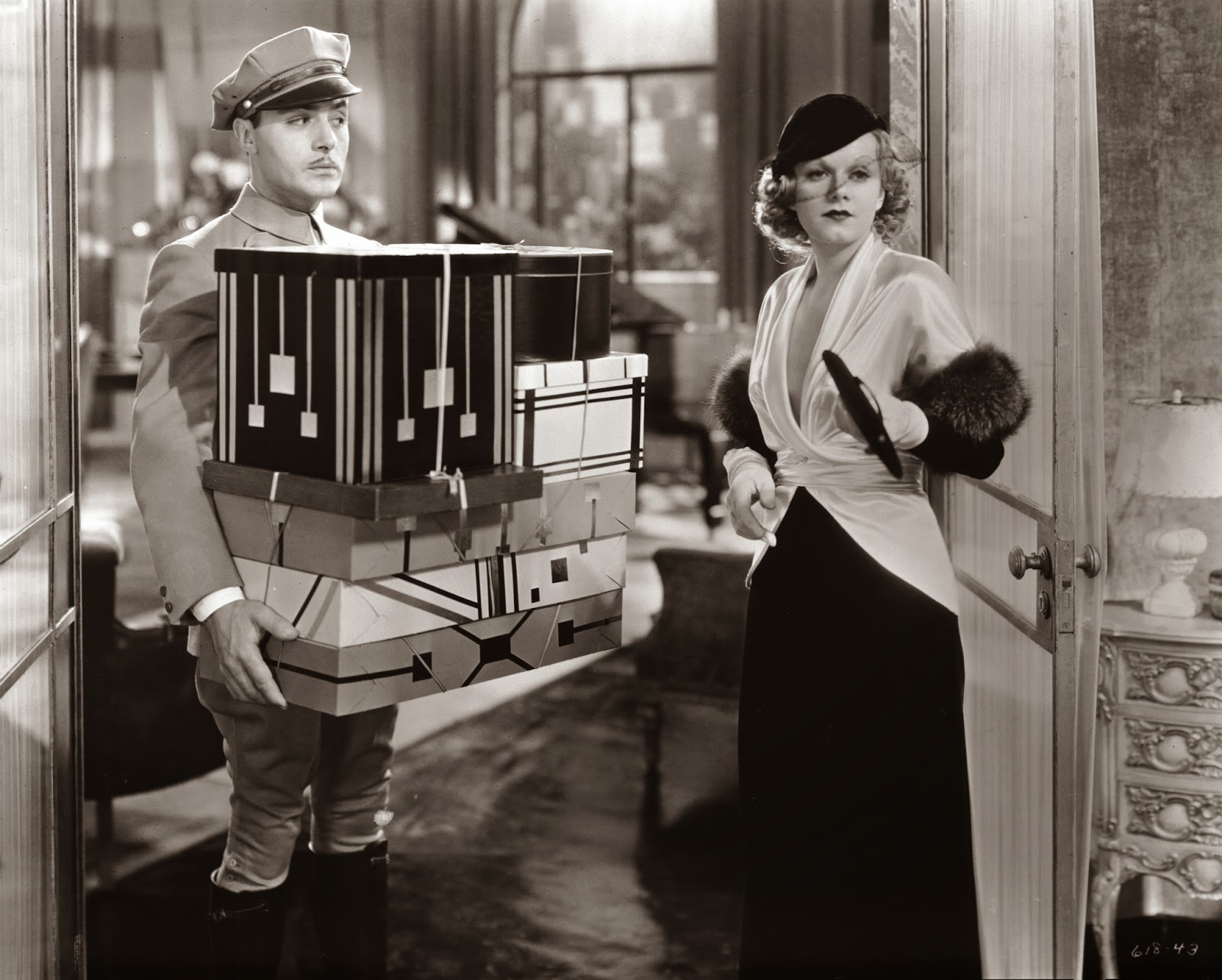
Charles Boyer como Albert y Jean Harlow como Lillian.

Humillada, decide mudarse a Nueva York, incluso si eso significa una separación provisional de su marido. Will Sr. encuentra un pañuelo de Lil en el sitio de Gaerste y adivina correctamente lo que Lil ha hecho. Le muestra la evidencia a su hijo, que contrata detectives para vigilar a Lil. Estos descubren que está llevando a cabo no una, si no dos aventuras adúlteras con Charles y con su apuesto chófer francés Albert (Charles Boyer). Bill le muestra a Charles fotografías delatoras.
Cuando Lil comprende que Charles la ha descubierto, regresa con Bill, solo para encontrarle con Irene. Furiosa, le dispara, pero sobrevive y se niega a acusarla de intento de asesinato. Sin embargo, se divorcia, y vuelve a casarse con Irene. Dos años más tarde, la vuelve a ver otra vez, en un hipódromo en París, en compañía de un anciano caballero francés. Oculta discretamente los prismáticos de la atención de Irene. En la escena final, Lil y su anciano amante suben a una limusina conducida por Albert.

## Reparto
- Jean Harlow como Lillian "Lil"/"Red" Andrews Legendre
- Chester Morris como William "Bill"/"Willie" Legendre, Jr.
- Lewis Stone como William "" Legendre, Sr.
- Leila Hyams como Irene "Rene" Legendre
- Una Merkel como Sally
- Henry Stephenson como Charles B. "Charlie"/"C.B." Gaerste
- Charles Boyer como Albert
- May Robson como Tía Jane
- Harvey Clark como Tío Fred

## Producción

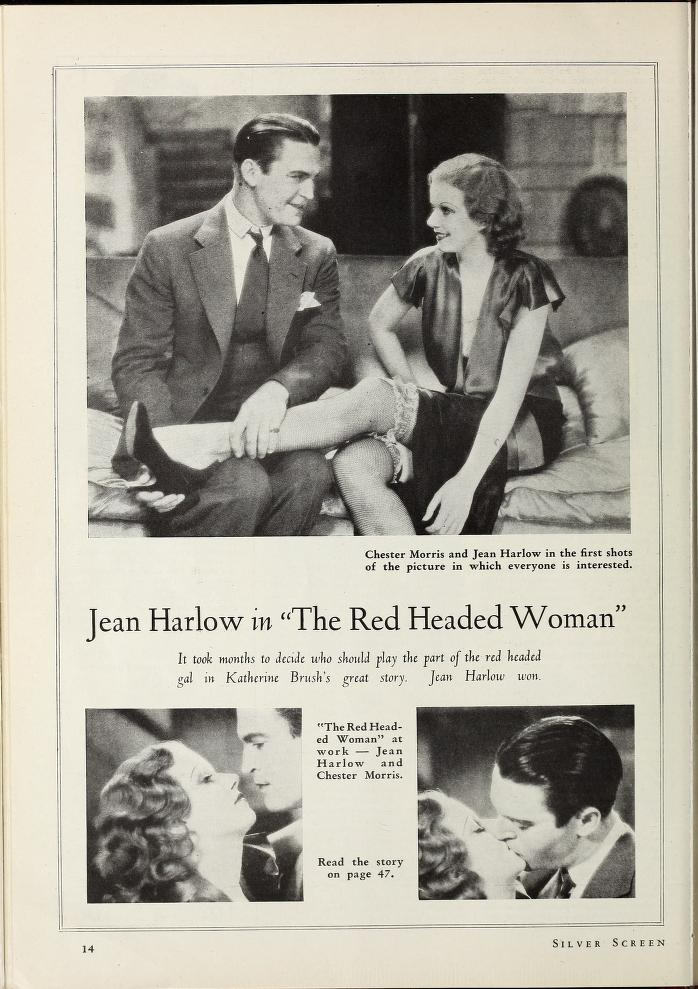
Revista Silver Screen, julio de 1932.

F. Scott Fitzgerald y Marcel de Sano fueron originalmente contratados para colaborar creando un guion adaptado de la novela de 1931 de Katherine Brush. Fitzgerald inicialmente rechazó como insatisfactoria la oferta de MGM de 750 dólares semanales; el productor Irving Thalberg elevó entonces la suma a 1,200 dólares porque quería el nombre de Fitzgerald en el proyecto. Fitzgerald entonces objetó sobre trabajar con de Sano, insistiendo en que  trabajaba solo, pero se vio obligado a cumplir. Los dos no tardaron en tener roces, pero aun así terminaron el guion en cinco semanas. A pesar de todo este esfuerzo, sin embargo, Thalberg estaba preocupado porque la historia original y el primer borrador de Fitzgerald y de Sano eran demasiado serios, y ofreció el trabajo de reescribirlo a Anita Loos, instruyéndola para proporcionar algo más divertido y lúdico y con un mayor énfasis en la comedia. Anita realizó el trabajo entre enero y febrero de 1932. (Ambos guiones son actualmente propiedad de la universidad de Yale en su The Beinecke Rare Book & Manuscript Library.)
Antes de elegir a Harlow, MGM consideró a Clara Bow como Lillian Andrews. Screenland (junio de 1932, pg.60) también señaló que Colleen Moore fue considerada para el papel. Sin embargo, en su número del 12 de abril de 1932 la revista Motion Picture informó haber visto a Jean Harlow en la premiere de la película Gran Hotel, luciendo "cabello rojo tiziano", sugiriendo que ya estaba implicada en la producción. La "columna de cotilleos" 'Modern Screen' en The Hollywood Times confirmó estas sospechas en mayo de 1932 declarando: "Adivinan quien va a ser "La pelirroja" de MGM? Nada menos que la famosa rubia platino, Jean Harlow. Tendrán que conseguir un nuevo título para la película, o un bote muy grande de henna roja para la coronada gloria de Jean." La escena inicial de la película muestra precisamente al personaje de Harlow tiñéndose el cabello de rojo. Su primera línea de diálogo es: "Así que los caballeros las prefieren rubias... Ja." Fue la primera película de Jean Harlow después de haber dejado Hollywood unos meses después de una "disputa" con Howard Hughes, según informó Screenland.
Aunque sin acreditar, el marido de Jean Harlow Paul Bern fue el supervisor de producción de la película.
Antes del estreno, el productor Thalberg ofreció la cinta a la Oficina Hays para su aprobación. De particular preocupación fueron varias escenas en que Harlow aparece demasiado desvestida o haciendo insinuaciones sexuales obvias. Thalberg finalmente aceptó algunos cortes; aun así algunos espectadores se quejaron.

## Recepción
La respuesta de la crítica fue abrumadoramente positiva. McCarthy del Motion Picture Herald escribió: «Sexy, atrevida, llena de diálogos ágiles, divertida, [La pelirroja / Red-Headed Woman] está cargada con dinamita que puede ser diversión dinámica, o una explosión de objeciones a no ser que lo manejes correctamente y con toda la delicadeza y capacidad que vuestra experiencia teatral domine.» La edición de septiembre de 1932 de Screenland también dio a la película una reseña entusiasta: «La película [La pelirroja / Red-Headed Woman] sigue la novela de Katherine Brush con mejoras satíricas de Anita Loos, que, harta de rubias, da a las pelirrojas lo que les corresponde... Vea esto por pura diversión. Jean interpreta un papel malvado tan ingeniosamente que no podrá evitar que le guste esta salvaje pelirroja». Junto con esta reseña, Screenland eligió la película como una de las seis mejores del mes y la de Harlow "una de las diez mejores interpretaciones del mes" (septiembre de 1932, pp. 356–357).
Red-Headed Woman se tituló en Francia La Belle Aux Cheveux Roux y en España La pelirroja. Zárraga, un reportero de la revista Cine Mundial, (septiembre de 1932, p. 585), escribió: "La pelirroja estaba predestinada a triunfar. Paso a paso [Harlow] lo ha logrado, y el secreto de su éxito no estuvo precisamente en su belleza estatuaria, ni en su famosa cabellera platino: fue, sobre todo, su manera perturbadora de dar un beso..."  La película fue prohibida en el Reino Unido.